# キマユペンギン
キマユペンギン (黄繭企鵝、学名：Eudyptes pachyrhynchus) は、ペンギン目ペンギン科マカロニペンギン属に分類される鳥類。別名フィヨルドランドペンギン、ヴィクトリアペンギン。ニュージーランド固有の種。マオリ語ではタワキ (Tawaki) で、マオリ族の神様に由来する。

## 分類と名称
キマユペンギン (Eudyptes pachyrhynchus) は1845年にイギリスの動物学者ジョージ・ロバート・グレイによって記載され、種小名pachyrhynchusは古代ギリシャ語の「太い」（英：thick）を意味するpachy- (παχυ-) と「くちばし」（英：beak）を意味するrhynchos (ρύγχος) による。マカロニペンギン属 (Eudyptes) の一種であり、属名は古代ギリシャ語の「上手な」（英：good）を意味するeu (ευ) と「ダイバー」（英：diver）を意味するdyptes (δύπτης) による。
和名「フィヨルドランドペンギン」は繁殖地のあるニュージーランド南島のフィヨルドランドが由来となっている。

## 分布
ニュージーランド（南島およびスチュアート島周辺）。過去にニュージーランド北島の南岸にも繁殖していたことが化石から示唆されている。

## 形態
全長40-60センチメートル。頭部から上面の羽衣は黒く、下面の羽衣は白い。嘴基部から眼上部、後頭にかけて太く黄色い筋模様が入り、後部では垂れ下がる。頬には白い筋模様が入る。
虹彩は褐色。嘴は太くて短い。後肢はピンク色。
スネアーズペンギン (Eudyptes robustus) とよく似ているが、キマユペンギンは嘴根本のむき出しの皮膚がない。

## 生態
人間に対して警戒心が強い。

### 食性
イカ、オキアミ、魚などを食べる。

### 採餌
2014年以降に行われた調査によると、採餌をする範囲は繁殖場所により大きく異なる。ヒナを育成しているとき、ニュージーランド南島ウェスト・コースト地方のキマユペンギンは20 - 40キロメートル沖で採餌を行うが、ミルフォード・サウンドのキマユペンギンは巣の付近のフィヨルドで採餌を行う。

### 繁殖
繁殖形態は卵生。単独で営巣するか小規模なコロニー （集団繁殖地）を形成する。ペアは長期間にわたって解消されない。海岸の温帯雨林で岩の隙間や洞窟、木の根元などに2個の卵を産む。
繁殖期は7 - 12月。オスは6月、メスはその後にコロニーに帰ってくる。7 - 8月に約3 - 6日をおいて2つの卵を産む。最初の卵より2番目の卵のほうが大きい。抱卵は30 - 36日。最初の頃は巣に留まり5 - 10日間オスとメスが分担して抱卵する。その後、10 - 14日間ずつ交代で抱卵または採餌のためにコロニーを離れ海へ出かける。
9月以降に孵化し、たいていは2番目に生まれたヒナが育てられる。一方、ミルフォード・サウンドでの調査では、2羽とも育てている事例が複数確認されている。
オスは最初の2 - 3週間、ヒナを保護し、メスは採餌に海へ出かけヒナに給餌を行う。その後、近くにヒナがいれば、クレイシュが形成される巣立ちは11中旬 - 12月上旬で、孵化して約75日後にあたる。

### 換羽
換羽は約3週間続き、その間に絶食を余儀なくされるため体重が半分まで減る。

## 人間との関係
生息地の破壊、人為的に移入されたイヌやネズミによる捕食などにより生息数は減少している。特にオコジョが脅威となっている。
海洋では、漁業と獲物が競合している可能性がある。また、漁網、特に建網やトロール網での混獲が脅威となっており、1年あたりの混獲率（2011年）は38 - 176羽と推定されている。漁業のほかに、キマユペンギンの繁殖地があるニュージーランド南島ウェスト・コースト地方の掘削事業により原油が流出し海洋が汚染された場合の被害が懸念されている。
営巣中は人間の介入の影響を受けやすく、ニュージーランド自然保護局はサウス・ウェストランドやフィヨルドランドでの観光業の増加を懸念している。
1984年における生息数は5,000-10,000ペア、1991年-1993年における生息数は1,000ペア以下と推定されている。IUCN（国際自然保護連合）の2017年度版レッドリストでの成鳥の個体数は約5,500 - 7,000羽と推定されている。

### 保護政策

#### ニュージーランド
NZTCS (New Zealand Threat Classification System) によりキマユペンギンは"Threatened"の"Nationally Vulnerable"に分類されている。NZTCSは、ニュージーランド国内で絶滅する危険性にしたがって種の保全状況を評価するシステムである。"Threatened"は"Extinct"（絶滅）の1つ手前のステータスで"Nationally Vulnerable"は中期的に絶滅する危険に直面している種に指定される。
自然保護局は、2012年から2017年にかけてフィヨルドランドペンギン回復戦略（英：Fiordland penguin Recovery Strategy）を実施しており、各地の個体数の監視、島のバイオセキュリティの導入、外来種のコントロールによる効果の調査が含まれている。
2016年、政府は2050年までに特定の外来種（クマネズミ属 (Rattus) 、オコジョ (Mustela erminea) 、フクロギツネ (Trichosurus vulpecula) ）がいない国にするという目標を発表し、キマユペンギン以外の種とっても脅威となっている外来種の根絶に取り組んでいる。詳細はen:Predator Free 2050を参照。

#### その他
アメリカでは2010年、絶滅の危機に瀕する種の保存に関する法律（英：Endangered Species Act of 1973、略称：ESA）により保護の対象になった。

### このペンギンがみられる動物園
国内では1970年（昭和45年）に日本平動物園に入来した1羽が唯一の飼育例である。国外ではオーストラリアのシドニーにあるタロンガ動物園で飼育されている。